# Nintendo Vs.

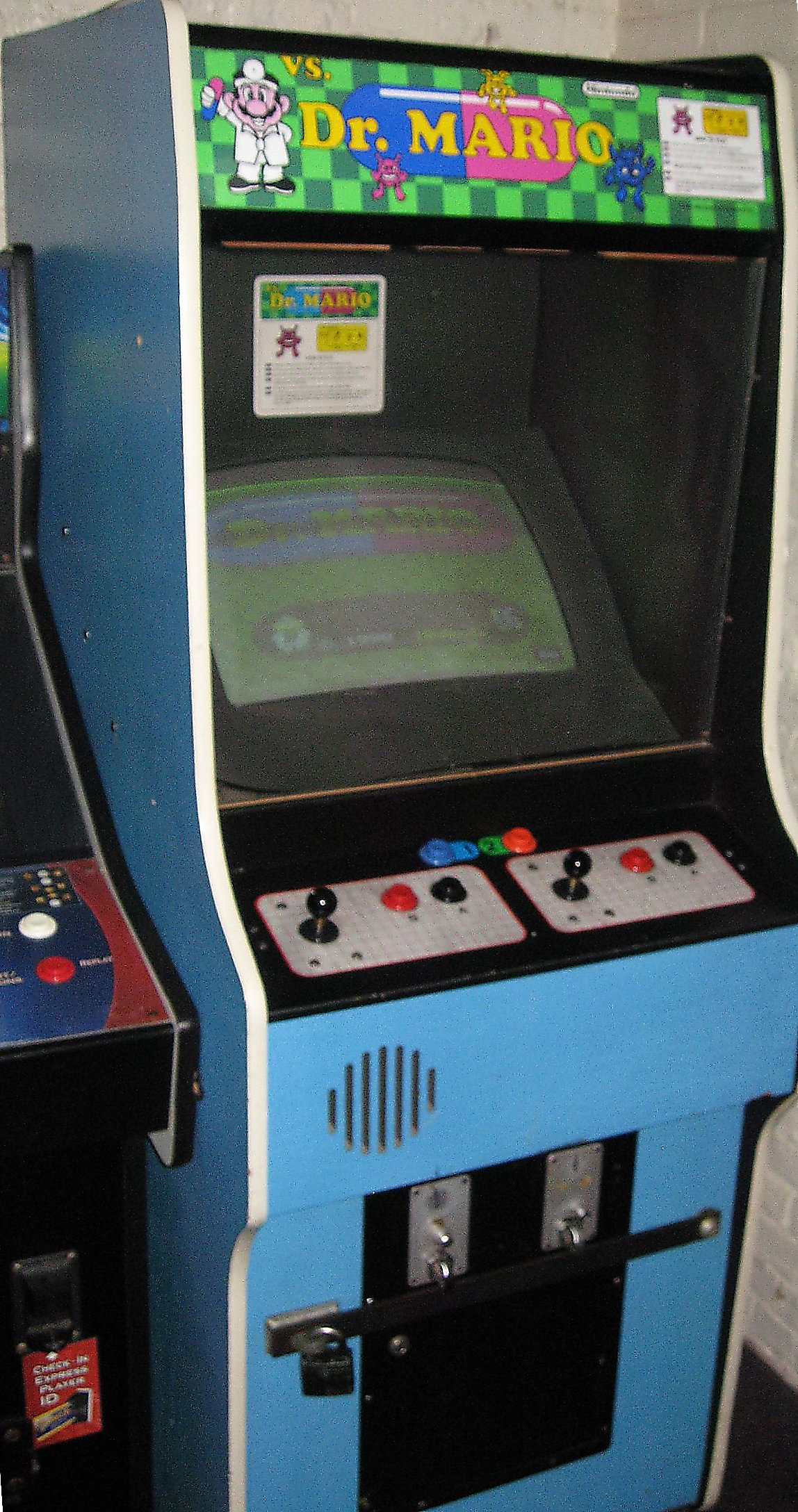
Cabina arcade de Vs. Dr. Mario

La serie Nintendo Vs. (viene de "versus") fue un conjunto de videojuegos arcades diseñado para enfrentarse dos jugadores uno contra el otro utilizando el VS. UniSystem o VS. DualSystem, el cual era una placa base de arcades basado en la Nintendo Entertainment System. Algunos de estos muebles tenía dos pantallas y controles unidos a un ángulo. La mayoría de estos videojuegos eran ports de videojuegos comercializados de manera doméstica para Nintendo Entertainment System. Además eran vendidos muy baratos a los arcades a finales de los 80.

## Hardware
La Vs. Series fue diseñada al principio como un kit para volver a sacar beneficios de los videojuegos Donkey Kong, Donkey Kong Jr., Popeye y Mario Bros.. Requerían el uso de un monitor especial que estas máquinas utilizaban. Estos monitores usaban niveles de voltajes invertidos en sus señales de vídeo digital comparado a la mayoría de los monitores arcades.
La mayoría de los juegos Vs. funcionaban con un idéntico hardware, con la notable excepción de 4 PPUs especiales (chips de vídeo) que se realizaron, la cual cada uno contenía una paleta (la cual hacía aparecer aleatoriamente el rango de los colores). La mayoría de las placas pueden cambiar el juego simplemente cambiando el chip ROM que contenía el juego, aunque en algunos casos se requería el uso de una PPU apropiada para ese juego - si no, el juego podría aparecer con una paleta de color completamente distinta. Muchos de los últimos juegos Vs. utilizaban medios de protección para usar las PPUs especiales las cuales intercambiaban pares de registros de E/S y/o devolvían datos especiales desde regiones de memoria que normalmente no se utilizaban - haciendo que estos juegos no arrancaran si utilizaban otro sistema Vs al propio del juego.

## Diferencias entre los videojuegos de la placa Vs y de NES
Algunos videojuegos eran diferentes de sus versiones domésticas (para Nintendo Entertainment System). Por ejemplo, Vs. Super Mario Bros. es bastante más difícil que el Super Mario Bros. original y además incluía algunos niveles de la versión Super Mario Bros.: The Lost Levels. El videojuego también podía tener diferentes gráficos en algunos detalles gráficos respecto de la NES; por ejemplo, Vs. Duck Hunt tiene más detalles en las secuencias de animación que su versión para consola.

## Videojuegos
- Vs. 10-Yard Fight
- Vs. Baseball
- Vs. Balloon Fight
- Vs. Battle City
- Vs. Castlevania
- Vs. Clu Clu Land
- Vs. Dr. Mario
- Vs. Donkey Kong 3
- Vs. Duck Hunt
- Vs. Excitebike
- Vs. Freedom Force
- Vs. Golf
- Vs. Gong Fight
- Vs. Gradius
- Vs. Gumshoe
- Vs. Hogan's Alley
- Vs. Ice Climber
- Vs. Kung Fu
- Vs. Ladies Golf
- Vs. Mach Rider
- Vs. Mahjong
- Vs. Mighty Bomb Jack
- Vs. Ninja Jajamaru-Kun
- Vs. Pinball
- Vs. Platoon
- Vs. Punch-Out!!
- Vs. R.B.I. Baseball
- Vs. Raid on Bungeling Bay
- Vs. Slalom
- Vs. Sky Kid
- Vs. Soccer
- Vs. Star Luster
- Vs. Stroke and Match Golf
- Vs. Super Chinese
- Vs. Super Mario Bros.
- Vs. Super Sky Kid
- Vs. Super Xevious
- Vs. Tennis
- Vs. Tetris (versión Tengen; no como la versión de NES, licenciada por Nintendo)
- Vs. The Goonies
- Vs. TKO Boxing
- Vs. Top Gun
- Vs. Trojan
- Vs. Urban Champion
- Vs. Volleyball
- Vs. Wild Gunman
- Vs. Wrecking Crew
- Vs. Xevious